# Pietro Fancelli
Pour les articles homonymes, voir Fancelli.
Pietro Fancelli, né le 18 mai 1764 à Bologne et mort le 22 janvier 1850 à Pesaro, est un peintre et scénographe néo-classique italien des XVIIIe et XIXe siècles.  

## Biographie
Pietro Fancelli naît à Bologne  le 18 mai 1764. Il est le fils de Petronio Fancelli et Orsola Benedelli. En 1774, sa famille déménage à Venise, où il va étudier les arts sous la tutelle de son père et du peintre de Brescia Lodovico Gallina. Il concourt pour le prix Marsili-Aldrovandi en 1784, concours qu'il gagne avec une peinture de Jason et Médée, aujourd'hui exposée à l'Académie des beaux-arts de Bologne. Il retourne peu après à Bologne, où il fréquente l'Accademia Clementina, dans laquelle il étudie particulièrement les œuvres des Carracci. À cette époque, la peinture bolognaise était principalement dominé par la famille Gandolfi, mais Pietro réussit néanmoins à se faire une place dans le milieu, ses œuvres décrites comme à mi-chemin entre l'ancien et le nouvel art des Gandolfi, mais d'une qualité supérieure à certains Gandolfiens comme Domenico et Francesco Pedrini.

## Œuvres
Liste non-exhaustive de ses œuvres :